# Muslim Mukimovič Abdullin
Muslim Mukimovič Abdullin, kazašsky Мүсілім Мүкімұлы Абдуллин, (14. března 1916 Öskemen – 7. prosince 1996 Almaty) byl sovětský a kazašský zpěvák (lyrický tenor). Národní umělec Kazašského SSR (1947). Dvojče pěvce Rišata Abdullina.
Od roku 1933 do roku 1935 studoval na Almatské hudební škole. V roce 1936 vstoupil na kazašskou odnož moskevské konzervatoře a absolvoval na ní v roce 1939. Od roku 1939 do roku 1965 byl sólistou opery Kazašského divadla opery a baletu Abaj. Od roku 1955 člen Komunistické strany. Od roku 1965 byl uměleckým ředitelem Kazachkoncertu.
Ztělesnil na jevišti postavy lyrického charakteru: Tulegena, Kajrakbaja, Balpana, Arystana, Lenského, Serika (Biržan a Sára), Zilkary, Tujakbaja, Azima a další. Člen Dekády kazašské literatury a umění v Moskvě (1936).